# Мост Бурцева
Мост Бурцева — пешеходный металлический балочный мост через реку Новую в Кировском районе Санкт-Петербурга.

## Расположение
Расположен в створе улицы Бурцева. Выше по течению находится Новый мост. Ближайшая станция метрополитена — «Проспект Ветеранов».

## Название
Название известно с 1970-х годов и дано по наименованию улицы Бурцева, которая названа в честь героя Великой Отечественной войны Ф. М. Бурцева.

## История
Мост построен 1979 году по проекту инженера «Ленгипроинжпроекта» А. А. Соколова. Заказчиком его строительства выступал ГлавУКС «Ленинградинжстроя». Строительство осуществляло СУ-4 треста «Ленмостострой» под руководством главного инженера Ю. П. Бекова и производителя работ Г. К. Савинова.

## Конструкция
Мост трёхпролётный сталежелезобетонный, балочно-разрезной системы. Пролётное строение имеет коробчатое сечение. По верху балок устроена железобетонная плита прохожей части. Устои моста выполнены из монолитного железобетона, на свайном основании. Промежуточные опоры – столбчатые железобетонные, на свайном основании. Откосы у моста укреплены железобетонными плитами. Общая длина моста составляет 62,15 м, ширина моста — 5 м.
Мост предназначен для пешеходного движения, но рассчитан также на пропуск единичной автомобильной нагрузки по схеме Н-10. Покрытие прохожей части асфальтобетонное. Перильное ограждение металлическое сварное простого рисунка, завершается на устоях гранитными тумбами.